# Любе
„Любе“ (на руски: Любэ) е рок група от Русия, чиято музика хармонично смесва елементи от рокендрол, руска фолклорна музика, военна музика и елементи от рапа. Групата е основана през 1989 година и има издадени 17 албума.

## История
Идеята за създаване на група „Любе“ принадлежи на продуцента и композитора Игор Матвиенко, работил по това време в популярното музикално студио „Рекорд". През 1987-1988 г. той написва музиката за дебютните песни по стихове на поета Александър Шаганов и Михаил Андреев. През същата година като постоянен лидер на групата се изявява Николай Расторгуев и на него принадлежи идеята за името на групата, което е свързано с популярното в онези години младежко движение – либерци, чиито идеи са отразени в ранните творби на групата.
14 януари 1989 г. в студиото „Звук“ на Московския дворец на младежта записват първите песни на „Любе“ – „Либерци“ и „Батька Махно“. Това е с участието на Игор Матвиенко, Николай Расторгуев, китариста на „Мираж“ Алексей Горбашов, Виктор Застров. Същата година започват и първите турнета в екип и работа с „Коледни срещи“ и Алла Пугачова, в които Расторгуев по съвет на Алла Борисовна, при изпълнение на песента „Горе вдясно“, носи военна куртка, която става ярка характеристика на неговото сценично амплоа през първите десет години на групата.
През следващите години популярността на групата нараства. (Според изследователската компания ROMIR след мониторинг през януари 2006 г. 27% са отговорилите, че Любе е най-добрата поп-група.)
Николай Расторгуев – става заслужил артист (1997) и народен артист на Русия (2002). Музикантите на групата Анатолий Кулешов, Виталий Локтев и Александър Ерохин също са удостоени със званието Заслужил артист (2004).
Групата се състои от 6 души, като фронтмен е певецът Николай Расторгуев, който е народен артист на Русия. Песните се пишат от Игор Матвиенко. В средата на 90-те години на 20 век групата издава албум с кавъри на песни на Бийтълс. Предпоследният албум, Рассея, е издаден през 2005 г. и включва римейк на една от най-старите песни на групата, както и рокендрол-аранжимент на химна на Руската федерация. През месец февруари 2009 г. излезе последният (девети отделен (по номер)) албум на групата – „Свои“. В него е включена песента „Мой адмирал“, вдъхновена от едноименния филм „Адмирал“, записана както самостоятелно, така и с участието на Виктория Дайнеко. Други два бонус-дуета са „Свои“ с Григорий Лепс и „А заря“ с Никита Михалков.
Сред известните личности почитатели на „Любе“ е президентът на Руската федерация Владимир Путин.
През 2006 г. Любе изнася в България два концерта: на 23 август на стадион „Калиакра“ в Каварна и на 24 октомври в зала 1 на НДК, София. Впоследствие групата идва още два пъти в България, за трети път се представя на митинг на БСП пред „Александър Невски“, а на 18.08.2009 г. „Любе“ отново пеят в Каварна по покана на Форум „България – Русия“. Концертът е с вход свободен и е в подкрепа на българо-руските проекти: нефтопровода Бургас- Александропулис, АЕЦ „Белене“ и „Южен поток“. През месец ноември същата година „Любе“ изнася два концерта в София в зала 1 на НДК. Организатор е Форум „България – Русия“, а изпълненията са посветени на 20-годишната на групата и са с надслов: „Кой каза, че живяхме лошо“.
През юбилейната 2010 година, когато се навършват 65 години от края на Втората световна война и Освобождението на Европа от фашизма, Любе обикалят България с „Турне на Победата“. По покана на Форум „България – Русия“ руската група пее в София, Пловдив, Благоевград, Варна, Бургас и Велико Търново.
19 април 2009 г. в първия ден на Великден, в Москва, на 49-годишна възраст загива в катастрофа дългогодишният вокален спец и беквокал на групата – народният артист на Русия Анатолий Кулешов. Освен пеенето в групата Кулешов ръководи проекта „Традиции на православното пеене“ към продуцентския център на Игор Матвиенко.
През месец януари 2010 г., фронтменът на „Любе“ и народен артист на Русия, Николай Расторгуев, става депутат в Държавната Дума от партията на Владимир Путин, Единна Русия. Николай Расторгуев е депутат от Ставрополския край и член на Комитета по култура на Държавната Дума.
На 10 декември 2016 година „Любе“ изнася най-грандиозния си концерт в зала „Арена Армеец“ в София под надслов „The best of“ пред повече от 12 000 зрители.
През 2022 година се включва активно в пропагандната кампания на режима на Владимир Путин в подкрепа на руското нападение над Украйна.

## Дискография

### Албуми
- 1989 – Атас
- 1992 – Кто сказал, что мы плохо жили...?
- 1993 – Зона Любэ
- 1996 – Комбат
- 1997 – Собрание сочинений (сборник)
- 1997 – Песни о людях
- 1998 – Песни из концертной программы „Песни о людях“ в ККЗ „Пушкинский 24.02.98 (концерт)
- 2000 – Полустаночки
- 2001 – Собрание сочинений. Том 2 (сборник)
- 2002 – Давай за…
- 2002 – Юбилей. Лучшие песни (концерт к 10-летию группы в спорткомплексе „Олимпийский“)
- 2004 – Ребята нашего полка (сборник)
- 2005 – Рассея
- 2007 – В России (концерт к 15-летию группы в ГЦКЗ „Россия“)
- 2008 – Собрание сочинений. Том 3 (сборник)
- 2009 – Свои
- 2012 – 55
- 2014 – За тебя, Родина-мать!

## Състав на групата

### Първи състав
- вокал – Николай Расторгуев
- бас-китара – Александр Николаев
- китара – Вячеслав Терешонок
- ударни инструменти – Ринат Бахтеев
- клавишни – Александр Давидов

В този състав групата не е просъществувала повече от година. Още от 1990 г. съставът започва да се променя. През периода на съществуването си в нея успели да свирят Юрий Рипях (ударни), Александър Вайнберг (бас китара, соло китара), Сергей Башлыков (бас китара), Евгений Насибулин, Олег Зенин, Сергей Перегуда (китара).

### Сегашен състав
- вокал, китара – Николай Расторгуев
- ударни – Александр Ерохин
- клавишни инструменти – Виталий Локтев
- китара – Сергей Перегуда
- беквокал – Алексей Тарасов

Беквокалистът на групата Анатолий Кулешов, свирил във формацията от деня на създаването ѝ, загива в автокатастрофа на 19 април 2009.
Всички песни на групата са написани от Игор Матвиенко (музика), Александър Шаганов (текст) и Михаил Андреев (текст).
На 2 април 2016 г. бас-китаристът на групата Павел Ушанов е нападнат и пребит, след което изпада в кома, от която така и не излиза. Музикантът почива на 19 април.

## Турнета и самостоятелни концерти
Самостоятелни концерти
- 1991 г. – „Вся власть – Любэ!“, СК „Олимпийский“
- 2009 г. – „Любэ. Свои 20 лет“, Държавен кремълски дворец
- 2012 г. – „55“, Crocus City Hall
- 2015 г. – „Комбат“, Crocus City Hall

Концерти зад граница
- България